# Јован Четиревић Грабован
Јован Четиревић Грабован или Јоан Четиревић (Грабово, 1719. – 1789.) био је српски иконописац  активан током 18. века; сматра се једним од мајстора православног иконостасног сликарства. Између осталих, сликао је манастире Лепавину и Ораховицу, а са братом Ђерђом и многе цркве на територији Србије, Хрватске и Албаније.

## Биографија
Јован је рођен у Грабову, у централној Албанији. Његова породица по мајци била је грчко-цинцарског порекла што га повезује са атељеима северне Грчке и Епира. Већи део своје каријере провео је у Хабзбуршкој монархији, где његова репутација почива као српски сликар грчко-цинцарског порекла. Своју професионалну каријеру започео је на хабзбуршким просторима, попут Осијека и данашње Војводине, у служби православних Срба (карловачка митрополија). Иако је његов сликарски стил био са јужног Балкана, био је под утицајем западног уметничког стила, како би задовољио шире укусе својих послодаваца. Његова дела налазе се у српским православним црквама раштрканим широм Славоније, Мађарске и Војводине.
Из црквених књига знамо да је Јован живео у Осијеку са мајком, братом, сестром и шесторо деце. Ту се Четиревић упознао са барокним сликарством које ће трансформисати његово дело. У овом граду је остао до своје смрти, а већину својих икона потписао је као „становник осечки“. Јован Четиревић је поседовао један примерак Bibliae Ectypae аугзбуршког бакроресца Кристијана Вајгела, што наводи на могуће маниристичко-барокне утицаје на Четиревићеве иконописе.
Јованов син Константин, такође је био сликар и иконописац.

## Рад
Његов последњи рад датира из 1780. године. Изгледа да је радио и као дрворезбар. Неке цркве и манастири где је Четиревић радио су:
- Манастир Ораховица (1775),
- Манастир Лепавина (1775),
- Моловинска црква код Илока (1776),
- Црква Секешфехервар (1776), заједно са Григоријем Поповићем,
- Црква у Подгорцима (1777),
- Црква у Великом Поганцу (1779),
- Цркве у Средицама и Великој Писаници (1780),
- Павловачка црква (1783),
- Слатинска црква (1785).

Најуспелије радове, најближе барокним обрасцима, карактеришу чист, звонак и светао колорит, издужене фигуре достојанствене, готово дворске маниристичке елеганције, нежни инкарнати ликова крупних очију, успелији излети у пејзаж, као и приметно вештије сналажење у композиционим решењима мањих формата (медаљони са сценама Страдања из Средица).